# Christine Kensche
Christine Kensche (* 1982 in Obschwarzbach; † Januar 2025) war eine deutsche Journalistin und Schriftstellerin.

## Leben und Wirken
Christine Kensche wurde in Obschwarzbach, einem Ortsteil von Mettmann, geboren und verbrachte dort ihre Jugend. Sie studierte Geschichte, Politik und Germanistik in Bonn und Rom. Von 2008 bis 2010 war sie wissenschaftliche Mitarbeiterin des Instituts für Geschichtswissenschaft der Universität Bonn, Dozentin für die Geschichte Italiens und der deutsch-italienischen Beziehungen und Koordinatorin internationaler Stipendienprogramme. Nach einem Volontariat an der Axel Springer Akademie in Berlin (2010–2012) arbeitete sie als freie Reporterin. Ab 2015 war sie Redakteurin der Welt und Welt am Sonntag, zunächst als Reporterin und investigative Journalistin, ab 2020 als Nahost-Korrespondentin.
Am 10. Januar 2025 gab die Welt-Redaktion in einem Nachruf bekannt, dass Christine Kensche verstorben sei. Welt-Chefredakteur Jan Philipp Burgard würdigte in einem Nachruf in der Jüdischen Allgemeinen Kensches „Fähigkeit, sich in andere Personen hineinzuversetzen und auf sie einzugehen“ als „eine ihrer herausragenden menschlichen und journalistischen Qualitäten“. Sie nahm in der Berichterstattung eine tendenziell pro-israelische Stellung ein.

## Veröffentlichungen
- mit Uwe Schmitt, Wolfgang Büscher: Acht deutsche Sommer. Sachbuch, Rowohlt Verlag, Reinbek 2016, ISBN 978-3-87134-835-8.
- mit Khalil O.: Auf der Straße gilt unser Gesetz: Arabische Clans – Ein Insider erzählt seine Geschichte. Erlebnisbericht. Heyne Verlag, München 2020, ISBN 978-3-453-21800-0.[7]